# (7677) Sawa
(7677) Sawa  es un asteroide perteneciente al cinturón de asteroides, descubierto el 27 de diciembre de 1995 por Takao Kobayashi desde el Observatorio de Ōizumi, en Japón.

## Designación y nombre
Sawa se designó inicialmente como 1995 YP3.
Más adelante fue nombrado por  Takeyasu Sawa (n. 1949), quien es profesor de la Universidad de Educación de Aichi, es especialista en investigación sobre galaxias y educación astronómica. Actualmente es presidente de la Sociedad para la Enseñanza y Divulgación de la Astronomía.

## Características orbitales
Sawa orbita a una distancia media del Sol de 2,434 ua, pudiendo acercarse hasta 2,182 ua y alejarse hasta 2,686 ua. Tiene una excentricidad de 0,104 y una inclinación orbital de 2,403° grados. Emplea en completar una órbita alrededor del Sol 1386,90 días.

## Características físicas
Su magnitud absoluta es 14,15. 